# Sapphirinella pellucida
Sapphirinella pellucida is een eenoogkreeftjessoort uit de familie van de Clausiidae. De wetenschappelijke naam van de soort is voor het eerst geldig gepubliceerd in 1866 door Claus.